# 鍶-90
鍶-90是鍶元素一種具放射性的同位素，半衰期為29.1年，外觀為有光澤的銀色金屬，但與空氣接觸後會迅速轉為黃色，可經由β衰變形成釔-90，其衰變能為0.546MeV。鍶-90為核分裂的產物，出現於核廢料中，在人體中易累積於骨骼中，可誘發骨癌。

## 放射性
鍶-90屬於中壽命核分裂產物（Medium-lived fission products），可由鈾-235、鈾-233與鈽-239等元素經核分裂生成，為核反應爐的用過核燃料及核廢料的重要成分，在核試驗後為放射性落下灰的主成分。
鍶-90具有放射性，可進行β衰變，放出電子和釔-90，並釋放0.546MeV的衰變能。釔-90可進一步β衰變生成穩定的鋯-90，此反應的半衰期為64.053小時，並釋放2.28Mev的能量。
{\displaystyle \mathrm {^{90}_{38}Sr\ {\xrightarrow[{29.1\ years}]{\beta ^{-}\ 0.5459\ MeV}}\ _{39}^{90}Y\ {\xrightarrow[{64.053\ hours}]{\beta ^{-}\ 2.280\ MeV}}\ _{40}^{90}Zr} }
鍶-90衰變成釔-90的反應是個接近完美的典型β衰變，其中產生的伽瑪衰變微不足道，通常可以忽略。通常放射性元素的第一次核衰變時間會較短，且放出的輻射能量較高，接近最後或倒數第二次衰變的核分裂產物放出的輻射能量通常較小，鍶-90是少數的例外之一，擁有較長的半衰期，但放出的β輻射能量仍頗高（另外兩個例外情況是錫-126和銫-137）。

## 對人體的傷害
鍶-90是一種趨骨物，一般經由受污染的食物與水源進入人體，其中約70%-80%可被人體經排泄作用移除，剩餘部分幾乎皆儲存在骨骼中，可誘發骨癌、骨髓瘤或骨頭周圍軟組織的腫瘤。人體移除鍶-90的速率與骨重塑的代謝有關，故因年齡與性別而異。鍶-90的暴露可藉由生物檢定法測得，通常是以尿液分析測定。
路易絲·雷斯及其同事在幼兒牙齒調查中對於數十萬顆牙齒的分析表示，1963年後出生的兒童的乳齒中鍶-90的含量較1963年前出生者高出50倍，這項數據說服了美國總統甘迺迪與英國和蘇聯簽署《部分禁止核試驗條約》，該條約中止了許多排放放射性落下灰、汙染大氣層的公開核試驗。2001年，華盛頓大學將該次調查中貯藏的85,000顆乳齒交給輻射與公共健康計畫，該組織追蹤了數十年前參與幼兒牙齒調查的兒童，並於2010年將結果發表於《International Journal of Health Service》上，表明參與調查的兒童中，在50歲以前死於癌症者幼年貯存的乳牙內鍶-90的含量為到50歲仍存活者的兩倍。

## 應用
鍶-90在工業和藥物方面均有重要功用。在工業上鍶-90可作為測厚計（thickness gauges）的材料，或用於部分直升機的翼面檢測技術。另外由於鍶-90的核衰變放出許多熱能，其價格又比替代物鈽-238便宜，常作為蘇聯/俄羅斯式放射性同位素熱電機的熱源（通常是存在氟化鍶中的形式）。在醫療中，控制劑量的鍶-90可應用於放射線療法以治療骨癌。鍶-90在生化及農業領域也常用作放射性標記物。

## 核災
車諾比核電廠事故中，約有10拍貝克的鍶-90外洩到環境中。福島第一核電廠事故的污水中約有0.1-1拍貝克的鍶-90外洩至太平洋中。
在車諾比核電廠事故後，鍶-90和銫-134、銫-137和碘-131同為對健康影響最大的放射性同位素。因鍶-90化學性質與鈣離子相似，可與副甲狀腺中的钙敏感受体結合，可能是造成車諾比核災的清理人員中原发性甲状旁腺功能亢进症發生率提升的原因。

## 大眾文化
鍶-90常出現於科幻電影、遊戲或漫畫中。
- 在《2000 AD》系列的漫畫《Strontium Dog》中，鍶-90給了主角強尼·阿爾發（Johnny Alpha）特別的能力，使他能從眼睛射出α射線，能看穿石頭等障礙物，還能看出別人腦中在思考甚麼[16]。
- 在科幻電影《哥吉拉》中，一名日本籍科學家聲稱鍶-90有使讓史前怪獸復活的能力。
- 在科幻電影《航向深海（英语：Voyage to the Bottom of the Sea）》中，鍶-90可製成小丸射入鈾-235反應堆中，在緊急時可瞬間增加戰艦Seaview的動力。
- 在電影《恐怖之島（英语：Island of Terror）》中，鍶-90是能殺死怪物Silicates的物質。
- 在遊戲《異塵餘生》中，鍶-90是合成飲料「原子可樂量子口味」的原料。